# Полтавська фабрика музичних інструментів
Полтавська фабрика музичних інструментів — колишнє підприємство з виробництва акордеонів у Полтаві.
Заснована у 1933 році як ремонтна майстерня музичних інструментів.
У 1946 году перейменовано у Полтавську фабрику баянів. З 1956 року налагоджено виробництво кнопкових і клавішних акордеонів.
З 1967 року — Полтавська фабрика музичних інструментів.
Одна з 9 фабрик музичних інструментів другої половини XX століття в Україні.
Будівля Міського особняка, у якому була розташована фабрика, була у переліку об'єктів культурної спадщини Полтави.